# Ghiacciaio di Talèfre
Il ghiacciaio di Talèfre è un ghiacciaio del massiccio del Monte Bianco situato sul versante francese del medesimo.
Prende forma da importanti vette del massiccio e, particolarmente, dall'aiguille Verte, dall'aiguille de Triolet e dall'aiguille de Talèfre. Scendendo confluisce nel ghiacciaio di Leschaux. Sul bordo si trova il refuge du Couvercle (2.687 m).

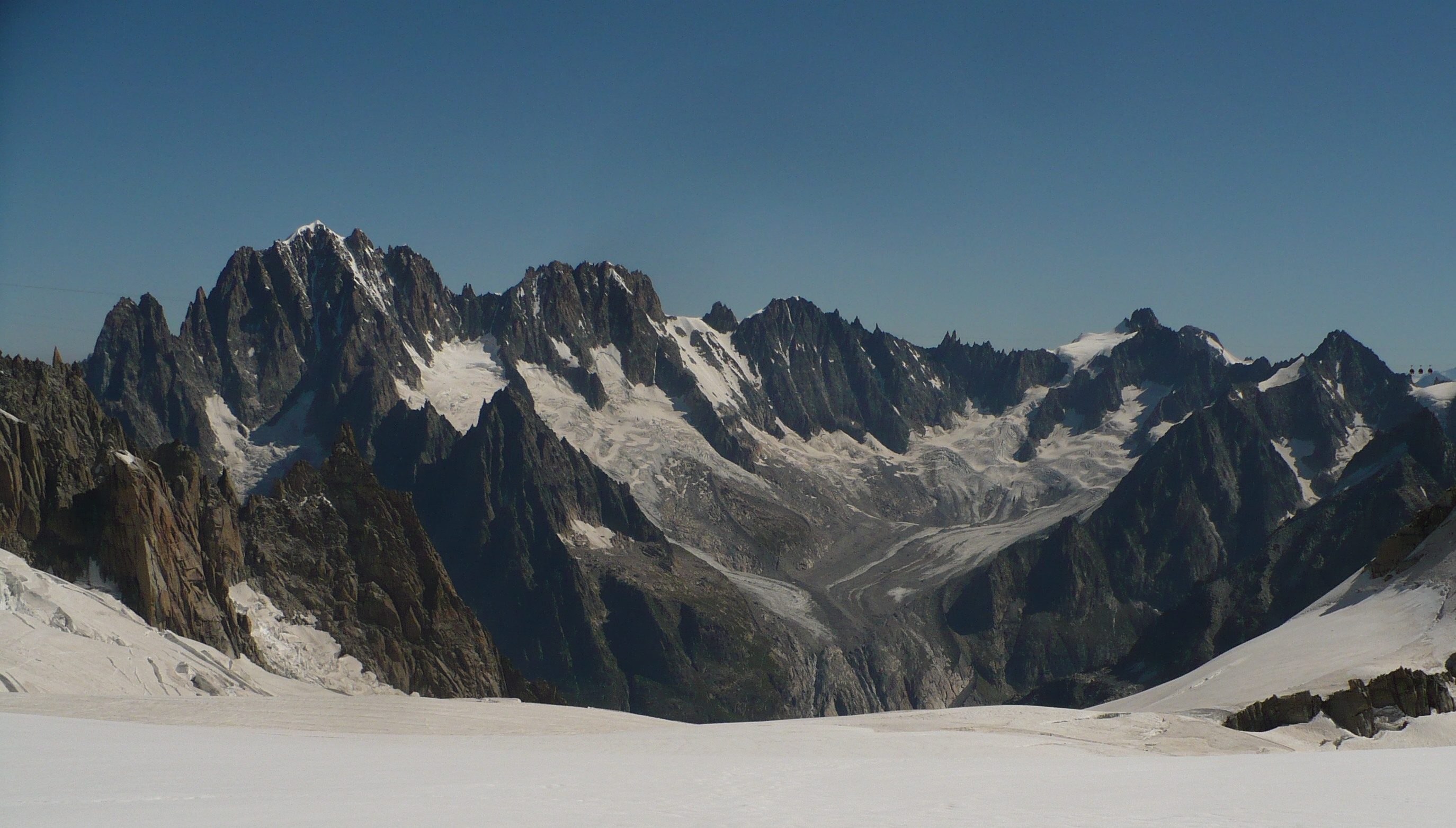
Il ghiacciaio visto da La Valle Blanche. Da sinistra a destra si scorgono i seguenti monti: Aiguilles du Dru, Aiguille Verte (la più alta), Les Droites, Les Courtes, Aiguille de Triolet e Aiguille de Talèfre (ultima a destra).